# كارمين بيدرو
كارمين بيدارو (مواليد 10 مايو 1990) عارضة أزياء إستونية ظهرت على غلاف مجلة فوغ. اشتهرت بعملها الطويل مع مايكل كورس.

## نشأتها
ولدت كارمين بيدارو في كهرا، إستونيا. قامت جدتها بتربيتها بعد وفاة والدتها عندما كانت كارمين بيدارو في سن الخامسة، ولدت في عائلة رياضية أصبحت مهتمة بالرياضة في سن مبكرة جدًا، من سن السادسة لعبت مجموعة متنوعة من الألعاب الرياضية ، بما في ذلك كرة السلة وكرة القدم وكرة اليد. لعبت دور حارس المرمى في منتخب إستونيا الوطني لكرة القدم تحت 19 سنة لمدة عام قبل أن تستقيل لمتابعة عرض الأزياء.

## روابط خارجية
- كارمين بيدرو على موقع دليل عارضات الأزياء (الإنجليزية)